# 山本優
山本優（日语：／ Yamamoto Yu，1988年8月20日—）是一名出生於日本北海道的壘球選手，司職三壘手，目前效力於日本壘球聯盟Bic Camera高崎。她曾隨隊參加2020年夏季奧林匹克運動會壘球比賽，結果獲得金牌。

## 獎項
- 日本女子壘球聯盟打擊王：1回（2017年）
- 日本女子壘球聯盟全壘打王：1回（2018年）
- 日本女子壘球聯盟打點王：1回（2008年）
- 日本女子壘球聯盟新人獎：1回（野手部門：2007年）
- 日本女子壘球聯盟最佳九人：6回（三壘手部門：2009年、2010年、2013年、2014年、2017年、2019年）